# Marea Biserică Reformată din Debrețin
Marea Biserică Reformată (în limba maghiară Református Nagytemplom) este o biserică reformată-calvină din orașul Debrețin, Ungaria. Localizată în centrul orașului, între Piața Kossuth și Piața Calvin, construcția este cea mai importantă și cea mai mare biserică protestantă din Ungaria, deținând cel mai mare clopot dintre toate bisericile protestante maghiare. De asemenea, aici se află sediul episcopiei reformate de Debrețin și al Bisericii Reformate Maghiare. Datorită acestui fapt, orașul Debrețin a primit titlul de Roma calvinistă.

## Istorie
Biserica a fost construită pe locul unei vechi biserici catolice medievale. Prima biserică datează dintre anii 1297-1311. Aceasta era o biserică de tip hală în stil gotic și purta hramul Sfântului Andrei. După ce biserica a fost distrusă în urma unui incendiu în anul 1564, locuitorii orașului, deja convertiți la protestantism, au luat decizia de a construi o nouă biserică în anul 1626. Aceasta a fost finalizată în anul 1628 cu sprijinul principelui Gheorghe Rákóczi I. Ea a fost grav avariată de către trupele imperiale austriece în anul 1707, în timpul Răscoalei lui Francisc Rákóczi al II-lea (1703-1711). Biserica a ars din temelii în timpul marelul incendiu din anul 1802 care a distrus o mare parte din orașul Debrețin.
Construcția actualei biserici a început pe data de 8 aprilie 1805. Planul ei a fost realizat de arhitectul Mihály Péchy, dar a fost modificat de câteva ori în timpul construcției. Biserica a fost finalizată în anul 1824 devenind simbol al orașului. În anul 1848, Lajos Kossuth și guvernul revoluționar maghiar s-au stabilit la Debrețin, unde au semnat la data de 14 aprilie în Marea Biserică Declarația de Independență a Ungariei. De atunci biserica a devenit monument istoric, iar scaunul lui Kossuth este păstrat în interiorul ei și poate fi văzut ca o atracție turistică. În prezent biserica este cea mai importantă atracție a orașului Debrețin și un important lăcaș de cult maghiar.

## Arhitectură

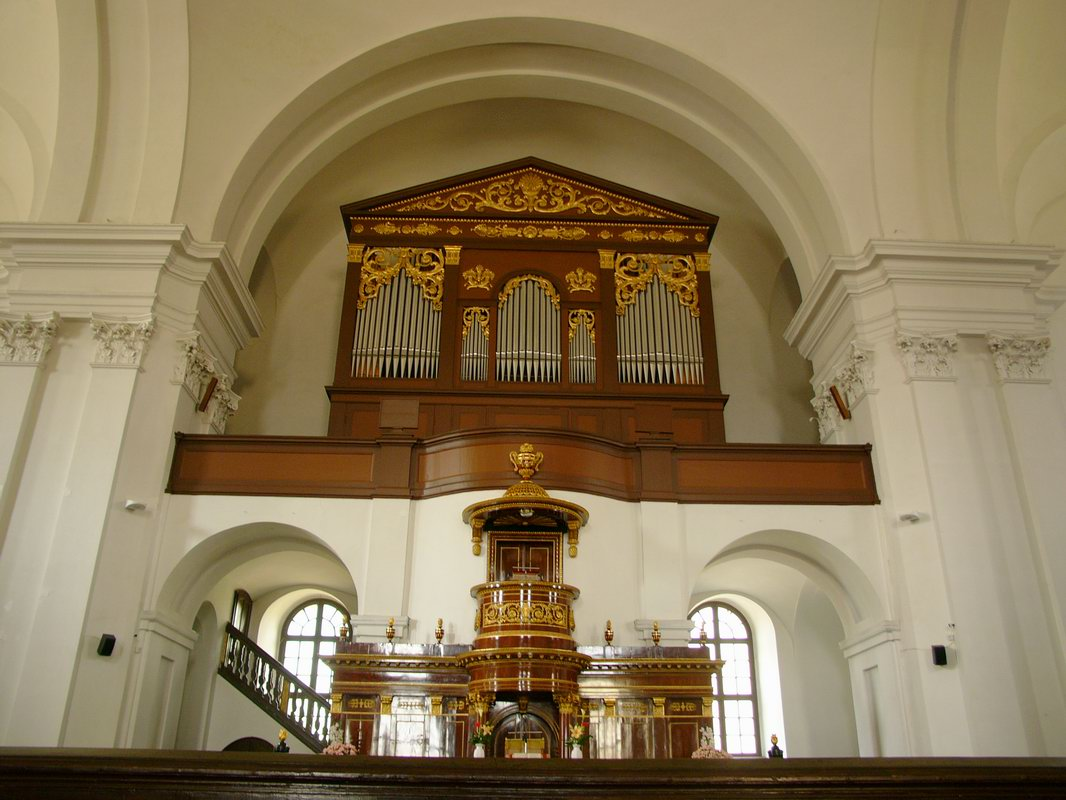
Orga din interiorul Marii Biserici Reformate din Debrețin

Marea Biserică din Debrețin a fost construită între anii 1805-1824 în stil neoclasicist. Ea are o lungime de 55 de metri și o înălțime de 21 de metri. Biserica are 2 turnuri cu o înălțime de 61 de metri. Turnul de vest a fost finalizat în anul 1818, iar cel de est în anul 1821. În turnul vestic se află Clopotul Rákóczi, un clopot donat de către Gheorghe Rákóczi I în anul 1642 ce a supraviețuit incendiilor. Acest clopot a fost creat dintr-un fost tun austriac și cântărește 6 tone fiind unul dintre cele mai mari clopote din Ungaria. Fațada a fost construită între anii 1823-1824 în stil baroc. De asemenea, în interior se află două orgi, cea veche din 1838 și cea nouă din 1981.

## Galerie de imagini

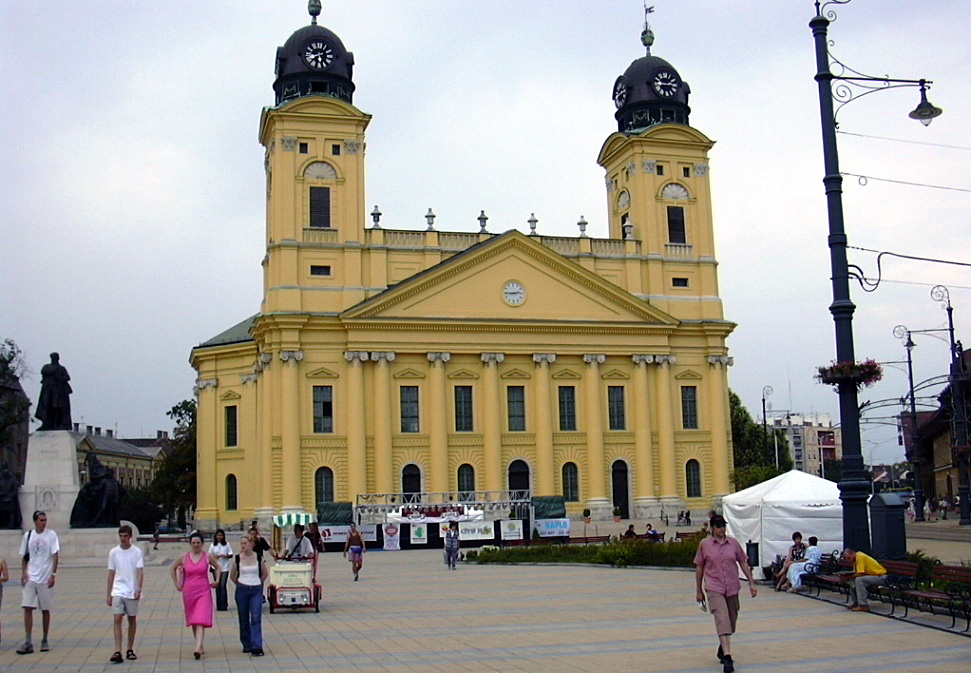
Marea Biserică.
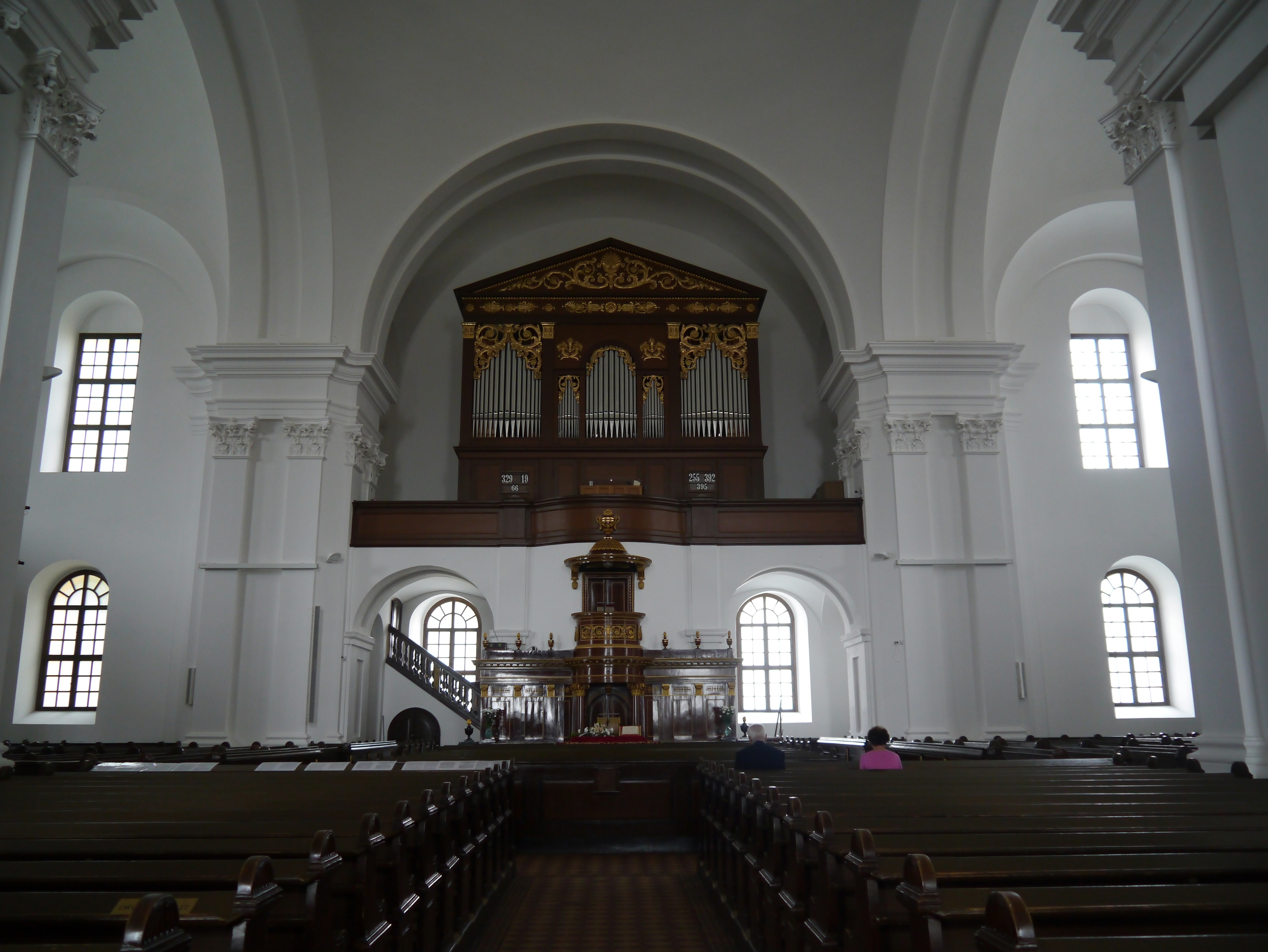
Interior.
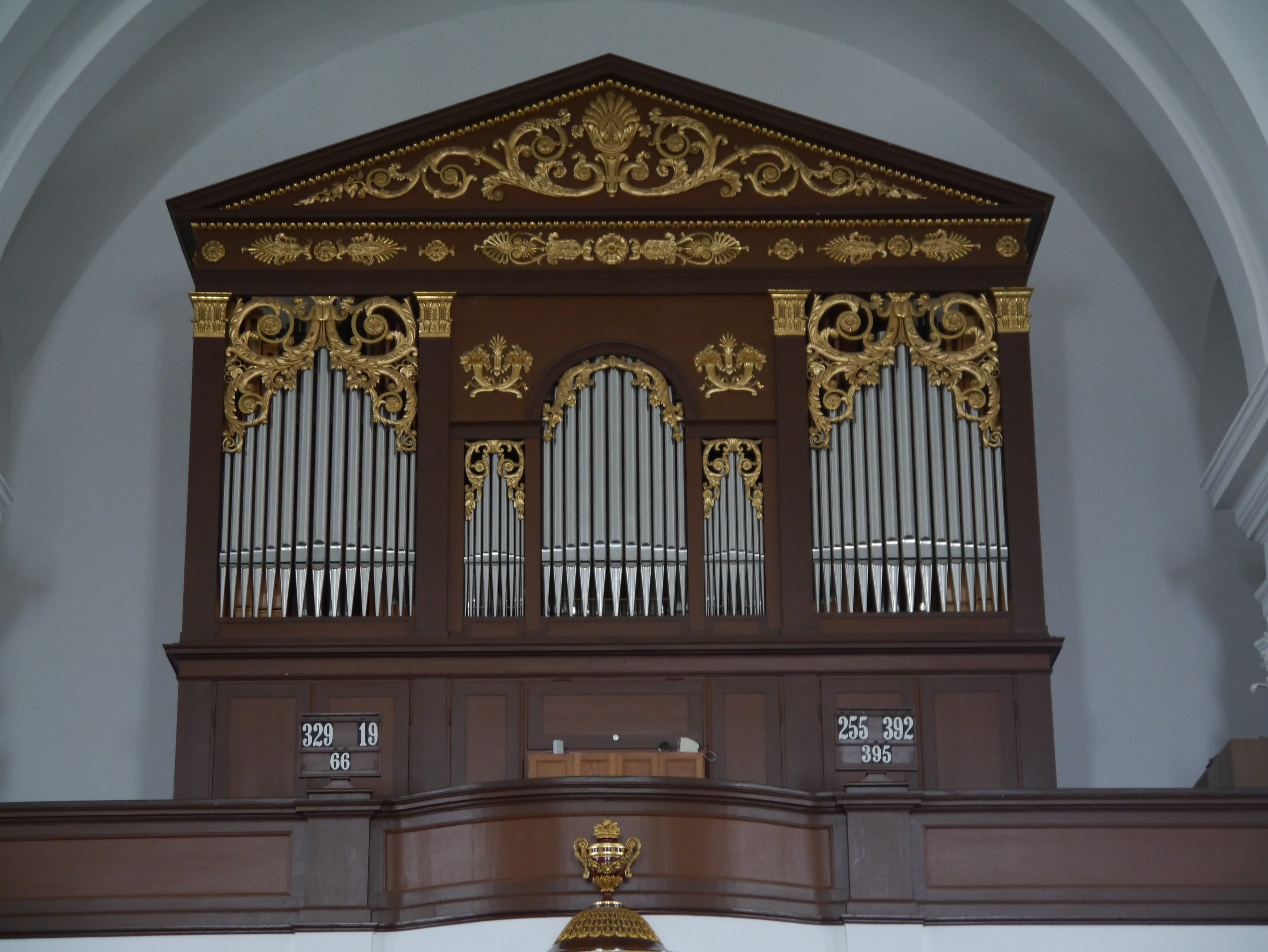
Una dintre orgi.
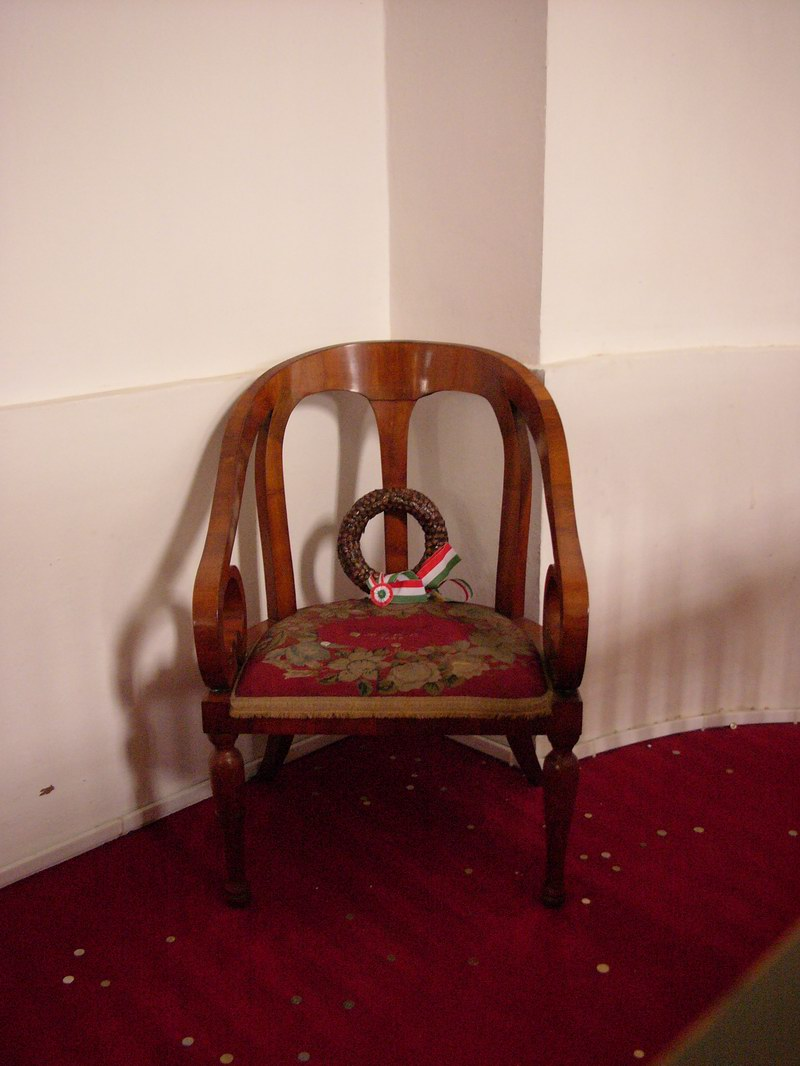
Scaunul lui Kossuth.